# Абатхеви
Абатхеви ( груз. აბათხევი) — село в Ахалцихском муниципалитете края Самцхе-Джавахети Грузии. По данным переписи 2014 года, проведённой департаментом статистики Грузии, в селе живёт 185 человек, из которых 83 мужчины и 102 женщины. Большую часть населения составляют армяне.